# Petermannia
Petermannia é o único género de plantas da família Petermanniaceae. Petermannia cirrosa, a única espécie do género é endémico dos estados de Nova Gales do Sul e Queensland na Austrália.
É uma videira espinhosa, que cresce até seis metros de altura e possui folhas lanceoladas, ovadas ou elípticas, com um ponta afilada. As flores aparecem durante o Verão, possuem tépalas verde avermelhadas ou brancas. Os frutos são bagas redondas de cor vermelha.

## Classificação
O sistema de Dahlgren coloca a família na super-ordem Lilianae, subclasse Liliidae da classe class Magnoliopsida, usando a seguinte circunscrição:
ordem Dioscoreales.
O Sistema Takhtajan coloca a família na ordem Smilacales, superordem Dioscoreanae, subclasse Liliidae.
O Sistema Thorne coloca a família na ordem Dioscoreales.
No sistema APG III, a família é colocada na ordem Liliales.